# Duncan Edwards
Duncan Edwards (ˈdʌŋkən ˈedwədz; Dudley, 1º ottobre 1936 – Monaco di Baviera, 21 febbraio 1958) è stato un calciatore inglese, di ruolo centrocampista. 
Divenuto celebre per la sua militanza nel Manchester United e nella nazionale inglese, fece parte dei cosiddetti Busby Babes, la giovane squadra formata a metà degli anni cinquanta dall'allenatore-manager Matt Busby.
Edwards venne tesserato dallo United nell'adolescenza, per poi esordire in Prima Divisione all'età di sedici anni, divenendo il più giovane calciatore di categoria, e nella Selezione inglese due anni più tardi, come nazionale più giovane dopo la seconda guerra mondiale.
Nella sua carriera professionistica contribuì al successo del Manchester in due edizioni di First Division (1956 e 1957), nonché al raggiungimento della semifinale di Coppa dei Campioni (edizione 1956-1957); al termine di tale annata risultò terzo nella graduatoria, stilata annualmente dalla rivista sportiva francese France Football, del Pallone d'oro.
Nel febbraio 1958, lo United rimase coinvolto nel disastro aereo di Monaco di Baviera, in cui perirono sette calciatori.
Edwards sopravvisse allo schianto ma morì dopo quindici giorni in ospedale a causa delle ferite riportate.

## Caratteristiche tecniche
(Bobby Charlton)
Sebbene venga ricordato come centrocampista difensivo, le sue capacità gli consentivano di ricoprire praticamente qualsiasi ruolo in campo.
La sua versatilità era tale che in una partita fu impiegato inizialmente nella posizione di prima punta in sostituzione di Tommy Taylor, per poi venire spostato da Busby al centro della linea difensiva a causa dell'infortunio di Mark Jones.
Le sue qualità principali erano la forza fisica, la forte personalità che dimostrava in campo (dote notevole e rara in un giocatore giovane) e l'alto grado di resistenza.
Stanley Matthews lo descrisse come «una roccia in mezzo al mare in tempesta», mentre Bobby Moore lo paragonò nella difesa alla «Rocca di Gibilterra», elogiando anche la sua apprezzabile e costante propensione offensiva.
Il suo fisico imponente gli fece guadagnare i soprannomi di Big Dunc (in italiano Grande Dunc, composto da un diminutivo del nome di battesimo Duncan) e The Tank (in italiano Il carro armato); nell'agosto 2007 sarebbe stato collocato al 42º posto dal quotidiano britannico The Times in una particolare classifica volta a raccogliere i 50 calciatori più rudi di sempre.
Si distingueva per la forza e il tempismo nei contrasti, per l'elevazione e l'efficacia nei colpi di testa e per la capacità di passare e calciare indifferentemente con entrambi i piedi.
Era in grado di scagliare dei potenti tiri dalla media-lunga distanza e, dopo aver segnato un gol alla Germania Ovest nel 1956, gli fu attribuito il soprannome di Boom Boom dalla stampa locale berlinese, perché sembrava che avesse «la stoccata della Grande Berta negli scarpini».

## Primi anni
Duncan Edwards nacque il 1º ottobre 1936 al 23 Malvern Crescent a Woodside, quartiere di Dudley, in Inghilterra, all'epoca facente parte della contea del Worcestershire. Egli fu il figlio primogenito di Gladstone e Sarah Anne Edwards, e l'unico a sopravvivere sino all'età adulta, giacché la sorella minore Carol Anne morì nel 1947, a sole 14 settimane dalla nascita. Più tardi la famiglia si trasferì al 31 di Elm Road, nel complesso residenziale Priory Estate, sempre a Dudley, dove Edwards frequentò dal 1941 al 1948 la scuola primaria Priory Primary School e, dal 1948 al 1952, la scuola secondaria Wolverhampton Street Secondary School. Oltre che con le squadre scolastiche di Dudley, nell'infanzia si avvicinò al calcio con le squadre giovanili del Worcestershire e del Birmingham and District.
I suoi interessi calcistici, tuttavia, si scontrarono ben presto con un altro impegno che lo aveva portato a gareggiare a livello nazionale, il ballo del Morris; quando Edwards si qualificò per il National Morris and Sword Dancing Festival, decise di non parteciparvi per presenziare ai provini con la squadra under-14 dell'Associazione inglese per il calcio nelle scuole (in inglese English Schools Football Association).
A tredici anni, il 1º aprile 1950, giocò il suo primo incontro con la Selezione scolastica nazionale (in inglese English Schools XI) a Wembley, contro i pari età del Galles.
In quella circostanza venne nominato capitano della squadra, carica che avrebbe ricoperto per altri due anni.
I maggiori club inglesi si mossero per avere il giovane; tra questi figurava il Manchester United, che aveva inviato lo scout Jack O'Brien affinché ne seguisse le prestazioni.
Ritornato a Manchester, O'Brien riferì a Matt Busby: «Oggi ho visto uno studente di dodici anni che merita un'attenzione particolare.
Il suo nome è Duncan Edwards, di Dudley».
Fu l'allora allenatore della squadra delle scuole inglesi Joe Mercer a raccomandare a Busby l'acquisto di Edwards, richiesto anche da Wolverhampton Wanderers e Aston Villa.

## Carriera

### Club

#### Giovanili e firma del contratto da professionista
Il 2 giugno 1952 il calciatore firmò per entrare nelle giovanili del Manchester, ma, per quanto riguarda il contratto professionistico che lo avrebbe legato ai Red Devils, non tutte le cronache riportano la stessa data: c'è chi, come il sito web ufficiale dello United, sostiene che il contratto sia arrivato il giorno del 17º compleanno di Edwards nell'ottobre 1953, e c'è chi afferma che esattamente un anno prima un emissario del club, Busby o il suo vice Bert Whalley, giunse a casa Edwards poco dopo la mezzanotte per assicurarsi il giovane il più presto possibile; altri ancora, infine, reputano che quest'ultima situazione fosse stata verificata già ai tempi della firma per le giovanili.
L'allenatore del Wolverhampton Stan Cullis fu amareggiato per aver perso un giovane tanto promettente e accusò il Manchester United di aver impropriamente offerto al giocatore o alla sua famiglia del denaro supplementare, benché lo stesso Edwards avesse dichiarato che il suo desiderio era sempre stato quello di giocare con il club del Lancashire.
Per cautelarsi da un eventuale fallimento nel mondo del calcio, Edwards lavorò da apprendista carpentiere.

#### I cinque anni di professionismo nel Manchester United

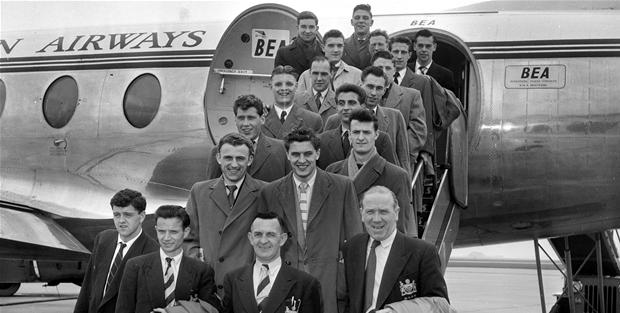
Il Manchester United di Edwards (in alto al centro) e Busby (in basso a destra) in Danimarca

Al 4 aprile 1953 risale l'esordio di Edwards con la prima squadra del Manchester, nella gara di First Division a Wembley contro il Cardiff City conclusasi sul punteggio di 1-4: a sedici anni e 185 giorni divenne il più giovane calciatore ad essere sceso in campo nella massima divisione inglese.
Il Guardian, riesaminando la partita d'esordio, commentò che Edwards aveva mostrato buoni numeri nei passaggi e nel tiro, ma avrebbe dovuto sveltire il proprio gioco nel ruolo di mezz'ala.
Nel frattempo proseguiva l'impegno con le giovanili, e dopo il debutto nel Campionato l'inglese partecipò alla prima edizione assoluta di FA Youth Cup, vinta dallo United nel 1953 in finale contro il Wolverhampton.
Consapevole di avere in rosa diversi giocatori relativamente anziani, Matt Busby iniziò ad arruolare dal settore giovanile gli elementi più validi.
Vennero quindi promossi stabilmente in prima squadra calciatori come Edwards, Dennis Viollet e Jackie Blanchflower, che già dal 1953 costituirono il nucleo dei futuri Busby Babes.
La stagione seguente Edwards trovò una maggiore continuità e si inserì definitivamente nel gruppo di Busby.
Dopo aver ben figurato in un'amichevole contro il Kilmarnock, venne proposto dal tecnico come sostituto di Henry Cockburn il 31 ottobre contro l'Huddersfield Town, e al termine del Campionato raccolse 24 presenze totali, cui, più in generale, si aggiunse quella che costò l'eliminazione del Manchester United in FA Cup ad opera del Burnley.
Ciò nonostante, venne preso nuovamente in considerazione dalla squadra delle giovanili per la Youth Cup che, grazie al successo del Manchester, lo vide protagonista per il secondo anno consecutivo.
Le 36 partite e il primo gol nel professionismo (sei furono le marcature complessive a fine stagione) registrati nel corso dell'annata 1954-1955 fecero di Edwards una pedina fondamentale del Manchester di Busby.
Tre settimane dopo la prima convocazione in nazionale avvenuta nell'aprile del 1955, lo United, avvalendosi dell'età ancora non sufficientemente matura del calciatore di Dudley, lo inserì ancora una volta nella formazione che avrebbe disputato la finale della Youth Cup, scatenando conseguenti polemiche dovute al fatto che si riteneva scorretto far disputare a un già nazionale inglese di fama internazionale una competizione del genere.
Matt Busby dovette quindi redigere personalmente un articolo di giornale atto a difendere le scelte sue e della dirigenza; scelte che diedero i propri frutti, giacché i Red Devils conquistarono il trofeo per la terza volta in tre edizioni.
Di ritorno da un incontro amichevole disputato a Porto contro la nazionale portoghese, Edwards fu reclutato dall'esercito per una leva di due anni prevista dalla Coscrizione militare, obbligatoria fino al 1960 per tutti gli uomini di età compresa tra i 18 e i 51 anni.
Fu di servizio a Nesscliffe, villaggio tra le città di Oswestry e Shrewsbury, e, assieme al compagno Bobby Charlton, ebbe il permesso di lasciare il luogo per giocare con il Manchester.
In questo periodo prese parte anche a diversi incontri calcistici a cui partecipavano i militari; furono circa cento le presenze di Edwards con la squadra dell'esercito nella stagione sportiva 1956-1957.

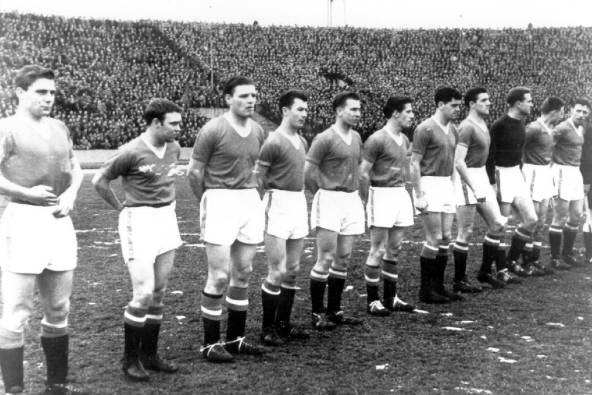
Edwards (in fondo a sinistra) poco prima dell'ultima partita dei Busby Babes a Belgrado

Nel corso del 1955-1956 un violento attacco di influenza allontanò il giocatore del Manchester per due mesi dai campi da gioco.
Lo United poté comunque contare sul suo apporto per gran parte della stagione, e conseguì con 11 punti di vantaggio sulla seconda classificata Blackpool il primo Campionato dell'era-Busby.
I Red Devils bissarono tale successo un anno più tardi, quando Edwards aveva già raggiunto il traguardo delle cento presenze in First Division, ma vennero sconfitti per 1-2 nella finale di FA Cup dall'Aston Villa, fallendo di conseguenza l'obiettivo del double.
Nel settembre 1956 Edwards debuttò in uno scontro ufficiale di livello internazionale con il suo club, il quale divenne primo inglese ad aver partecipato mai alla Coppa dei Campioni.
Delle sette presenze fatte registrare nell'edizione 1956-1957, tre risultarono per Edwards alla fine tra le più rilevanti della carriera: la vittoria al Maine Road per 10-0 sull'Anderlecht datata 26 settembre (tutt'oggi il risultato più largo con cui lo United si sia mai imposto) e i due match in semifinale contro il Real Madrid (5-3 a favore delle Merengues il risultato tra andata e ritorno).
La sempre crescente forma di Edwards alimentò, specie in apertura della stagione calcistica 1957-1958, le voci su un suo possibile futuro in un club italiano.
L'ultima partita in Inghilterra e l'ultima marcatura in assoluto del britannico sono riconducibili alla medesima partita: il 5-4 del 1º febbraio 1958 con cui il suo Manchester superò l'Arsenal in Campionato.
In quest'ultima occasione venne criticato dalla stampa, in particolare dal corrispondente del Sunday Pictorial (oggi noto come Daily Mail) che di lui scrisse: «Una prova convincente in un incontro tanto emozionante avrebbe colpito il commissario tecnico della nazionale inglese Walter Winterbottom, presente in tribuna.
Invece Edwards ha commesso un grave errore sulla quarta rete dell'Arsenal, tergiversando con la palla tra i piedi anziché allontanare il pericolo con un veloce rilancio».
Dopo quattro giorni giocò invece l'ultimo match della carriera, in trasferta contro la Stella Rossa Belgrado per il ritorno dei quarti di finale della Coppa dei Campioni; il 3-3 qualificò alla fase successiva i Red Devils in virtù del 2-1 dell'andata.

### Nazionale
Dopo la positiva prima uscita del 20 gennaio 1954 con la Selezione inglese Under-23 per un incontro in Italia, venne considerato già pronto al passaggio in nazionale maggiore; la partita decisiva per la convocazione si tenne tre mesi dopo, il 27 marzo contro l'Arsenal.
La non eccellente prestazione di Edwards spinse tuttavia il tecnico Winterbottom a posticipare la chiamata.
Sebbene altri osservatori dell'Inghilterra fossero giunti il 18 settembre per visionare la sua prova in First Division contro l'Huddersfield Town, per quell'anno Edwards dovette accontentarsi della convocazione nella Football League XI che si esibì in un'amichevole contro una rappresentativa del Campionato scozzese.
Il successivo passo compiuto dal centrocampista di Dudley fu la terza e penultima chiamata in nazionale B a marzo contro l'equivalente Selezione tedesca.
La performance ancora una volta sotto tono (la stampa parlò di una «brutta figura» di Edwards) non gli impedì infatti di poter rispondere positivamente alla chiamata del CT, che arrivò dopo una settimana.
Il 2 aprile 1955 la partita contro la Scozia al Torneo Interbritannico fece di lui il più giovane debuttante della nazionale inglese nel periodo post-seconda guerra mondiale (18 anni e 183 giorni); questo primato sarebbe stato superato solo nel 1998 da Michael Owen.
In maggio prese parte, disputando tutte le partite, al tour europeo dell'Inghilterra che prevedeva incontri con Francia, Spagna e Portogallo.
Dal 1956 fu presente in ogni lista diramata dal commissario tecnico: nei quattro match per la qualificazione ai Mondiali 1958 scese in campo quattro volte e marcò due reti, entrambe nell'incontro inaugurale contro la Danimarca conclusosi sul punteggio di 5-2.
Edwards doveva essere uno dei giocatori chiave per l'Inghilterra nella fase finale della Coppa del Mondo, e si pensava che potesse succedere a Billy Wright come capitano della squadra.

## Statistiche

### Presenze e reti nei club
| Stagione        | Squadra         | Campionato      | Campionato | Campionato | Coppe nazionali | Coppe nazionali | Coppe nazionali | Coppe continentali | Coppe continentali | Coppe continentali | Altre coppe | Altre coppe | Altre coppe | Totale | Totale |
| Stagione        | Squadra         | Comp            | Pres       | Reti       | Comp            | Pres            | Reti            | Comp               | Pres               | Reti               | Comp        | Pres        | Reti        | Pres   | Reti   |
| --------------- | --------------- | --------------- | ---------- | ---------- | --------------- | --------------- | --------------- | ------------------ | ------------------ | ------------------ | ----------- | ----------- | ----------- | ------ | ------ |
| 1952-1953       | Manchester Utd  | FD              | 1          | 0          | FACup           | 0               | 0               | -                  | -                  | -                  | -           | -           | -           | 1      | 0      |
| 1953-1954       | Manchester Utd  | FD              | 24         | 0          | FACup           | 1               | 0               | -                  | -                  | -                  | -           | -           | -           | 25     | 0      |
| 1954-1955       | Manchester Utd  | FD              | 33         | 6          | FACup           | 3               | 0               | -                  | -                  | -                  | -           | -           | -           | 36     | 6      |
| 1955-1956       | Manchester Utd  | FD              | 33         | 3          | FACup           | 0               | 0               | -                  | -                  | -                  | -           | -           | -           | 33     | 3      |
| 1956-1957       | Manchester Utd  | FD              | 34         | 5          | FACup           | 6               | 1               | CC                 | 7                  | 0                  | CS          | 1           | 0           | 48     | 6      |
| 1957-1958       | Manchester Utd  | FD              | 26         | 6          | FACup           | 2               | 0               | CC                 | 5                  | 0                  | CS          | 1           | 0           | 34     | 6      |
| Totale carriera | Totale carriera | Totale carriera | 151        | 20         |                 | 12              | 1               |                    | 12                 | 0                  |             | 2           | 0           | 177    | 21     |

### Cronologia presenze e reti in nazionale
| Cronologia completa delle presenze e delle reti in nazionale ― Inghilterra | Cronologia completa delle presenze e delle reti in nazionale ― Inghilterra | Cronologia completa delle presenze e delle reti in nazionale ― Inghilterra | Cronologia completa delle presenze e delle reti in nazionale ― Inghilterra | Cronologia completa delle presenze e delle reti in nazionale ― Inghilterra | Cronologia completa delle presenze e delle reti in nazionale ― Inghilterra | Cronologia completa delle presenze e delle reti in nazionale ― Inghilterra | Cronologia completa delle presenze e delle reti in nazionale ― Inghilterra |
| Data                                                                       | Città                                                                      | In casa                                                                    | Risultato                                                                  | Ospiti                                                                     | Competizione                                                               | Reti                                                                       | Note                                                                       |
| -------------------------------------------------------------------------- | -------------------------------------------------------------------------- | -------------------------------------------------------------------------- | -------------------------------------------------------------------------- | -------------------------------------------------------------------------- | -------------------------------------------------------------------------- | -------------------------------------------------------------------------- | -------------------------------------------------------------------------- |
| 2-4-1955                                                                   | Londra                                                                     | Inghilterra                                                                | 7 – 2                                                                      | Scozia                                                                     | Torneo Interbritannico 1955                                                | -                                                                          |                                                                            |
| 15-5-1955                                                                  | Parigi                                                                     | Francia                                                                    | 1 – 0                                                                      | Inghilterra                                                                | Amichevole                                                                 | -                                                                          |                                                                            |
| 18-5-1955                                                                  | Madrid                                                                     | Spagna                                                                     | 1 – 1                                                                      | Inghilterra                                                                | Amichevole                                                                 | -                                                                          |                                                                            |
| 22-5-1955                                                                  | Porto                                                                      | Portogallo                                                                 | 3 – 1                                                                      | Inghilterra                                                                | Amichevole                                                                 | -                                                                          |                                                                            |
| 14-4-1956                                                                  | Glasgow                                                                    | Scozia                                                                     | 1 – 1                                                                      | Inghilterra                                                                | Torneo Interbritannico 1956                                                | -                                                                          |                                                                            |
| 9-5-1956                                                                   | Londra                                                                     | Inghilterra                                                                | 4 – 2                                                                      | Brasile                                                                    | Amichevole                                                                 | -                                                                          |                                                                            |
| 16-5-1956                                                                  | Stoccolma                                                                  | Svezia                                                                     | 0 – 0                                                                      | Inghilterra                                                                | Amichevole                                                                 | -                                                                          |                                                                            |
| 20-5-1956                                                                  | Helsinki                                                                   | Finlandia                                                                  | 1 – 5                                                                      | Inghilterra                                                                | Amichevole                                                                 | -                                                                          |                                                                            |
| 26-5-1956                                                                  | Berlino Ovest                                                              | Germania Ovest                                                             | 1 – 3                                                                      | Inghilterra                                                                | Amichevole                                                                 | 1                                                                          |                                                                            |
| 6-10-1956                                                                  | Belfast                                                                    | Irlanda del Nord                                                           | 1 – 1                                                                      | Inghilterra                                                                | Torneo Interbritannico 1957                                                | -                                                                          |                                                                            |
| 5-12-1956                                                                  | Wolverhampton                                                              | Inghilterra                                                                | 5 – 2                                                                      | Danimarca                                                                  | Qual. Mondiali 1958                                                        | 2                                                                          |                                                                            |
| 6-4-1957                                                                   | Londra                                                                     | Inghilterra                                                                | 2 – 1                                                                      | Scozia                                                                     | Torneo Interbritannico 1957                                                | 1                                                                          |                                                                            |
| 8-5-1957                                                                   | Londra                                                                     | Inghilterra                                                                | 5 – 1                                                                      | Irlanda                                                                    | Qual. Mondiali 1958                                                        | -                                                                          |                                                                            |
| 15-5-1957                                                                  | Copenaghen                                                                 | Danimarca                                                                  | 1 – 4                                                                      | Inghilterra                                                                | Qual. Mondiali 1958                                                        | -                                                                          |                                                                            |
| 19-5-1957                                                                  | Dublino                                                                    | Irlanda                                                                    | 1 – 1                                                                      | Inghilterra                                                                | Qual. Mondiali 1958                                                        | -                                                                          |                                                                            |
| 19-10-1957                                                                 | Cardiff                                                                    | Galles                                                                     | 0 – 4                                                                      | Inghilterra                                                                | Torneo Interbritannico 1958                                                | -                                                                          |                                                                            |
| 6-11-1957                                                                  | Londra                                                                     | Inghilterra                                                                | 2 – 3                                                                      | Irlanda del Nord                                                           | Torneo Interbritannico 1958                                                | 1                                                                          |                                                                            |
| 27-11-1957                                                                 | Londra                                                                     | Inghilterra                                                                | 4 – 0                                                                      | Francia                                                                    | Amichevole                                                                 | -                                                                          |                                                                            |
| Totale                                                                     |                                                                            | Presenze                                                                   | 18                                                                         |                                                                            | Reti                                                                       | 5                                                                          |                                                                            |

## Palmarès

### Giovanile
- FA Youth Cup: 3

Manchester United: 1952-1953, 1953-1954, 1954-1955

### Club

#### Competizioni nazionali
- Campionato inglese: 2

Manchester United: 1955-1956, 1956-1957
- Charity Shield: 2

Manchester United: 1956, 1957

### Nazionale
- Torneo Interbritannico: 3

1955, 1956, 1957

### Individuale
- Inserimento nella Hall of Fame del calcio inglese:

2002

## Attività extrasportive e vita privata
Edwards era astemio e fuori dal campo lo conoscevano come una persona molto riservata, i cui interessi principali comprendevano la pesca, le carte e il cinema.
Nonostante frequentasse con i compagni di squadra le feste cittadine, non si mostrò mai troppo sicuro di sé.
Secondo Jimmy Murphy, rimase un «ragazzo incontaminato», a tal punto che manteneva un forte accento di Black Country a causa del quale veniva frequentemente imitato dagli altri giocatori del Manchester United nei momenti di ilarità.
La polizia locale una volta lo fermò per aver guidato la sua bicicletta senza luci e lo punì con una multa di cinque shilling, mentre Busby per la stessa ragione gli detrasse dallo stipendio due settimane lavorative.
Nel periodo che precedette la morte abitò negli alloggi di Gorse Avenue, a Stretford.
Fu fidanzato con Molly Leech, ventiduenne che lavorava ad Altrincham negli uffici di un fabbricante di macchine impiegate nel settore tessile.
I due si erano incontrati in un albergo in prossimità dell'Aeroporto di Manchester un anno prima di fidanzarsi, ed erano stati padrino e madrina per la figlia di un'amica di Molly, Josephine Scott.
Acquisita popolarità, Edwards comparve nella pubblicità delle zollette di zucchero Dextrosol e scrisse un libro intitolato Tackle Soccer This Way; tali attività servivano in primo luogo per arrotondare lo stipendio percepito di 15 sterline a settimana durante la stagione calcistica e di 12 durante l'estate.
Il libro venne pubblicato poco dopo la morte del giocatore con il benestare della famiglia e, dopo essere stato per anni fuori stampa, ne uscì una nuova edizione nel novembre 2009.

## Morte

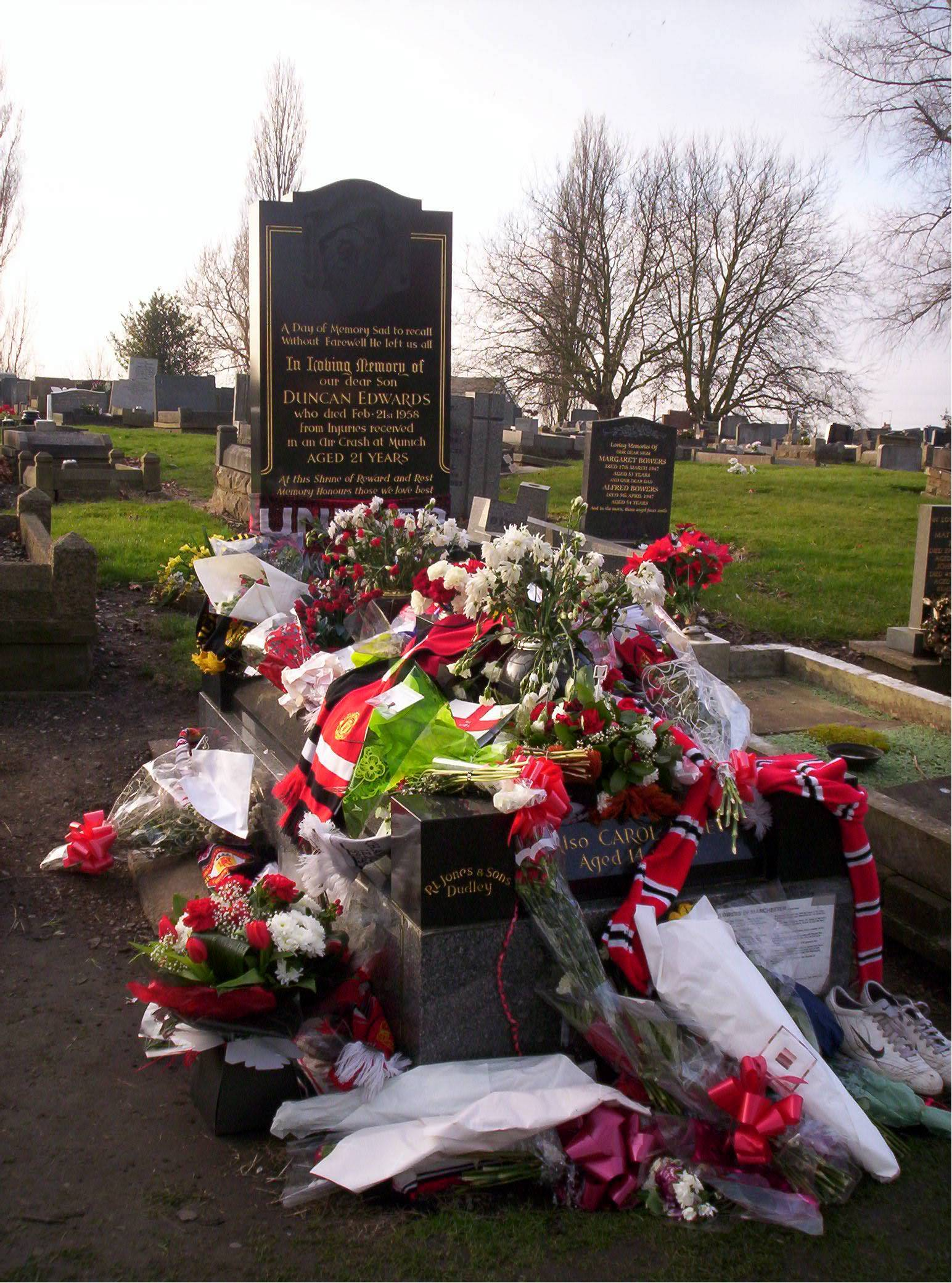
Gli omaggi dei tifosi coprono parte della tomba di Edwards a Dudley

Di ritorno da Belgrado, dove il giorno precedente il Manchester United aveva disputato l'incontro di Coppa dei Campioni sopracitato, l'aereo che trasportava Edwards e i compagni di squadra si schiantò in fase di decollo, dopo aver rifornito a Monaco di Baviera, in Germania Ovest.
Morirono 21 passeggeri, tra cui sette giocatori; Edwards venne trasportato d'urgenza al Krankenhaus Rechts der Isar con diverse fratture alle gambe e alle costole e con i reni seriamente danneggiati.
I medici furono fiduciosi nel recupero del ventunenne, ma certi che egli non avrebbe più potuto tornare a giocare a calcio.
Il giorno seguente i dottori tentarono di salvarlo con l'ausilio di un rene artificiale; tuttavia il nuovo organo ridusse la capacità del sangue di coagularsi, e il paziente iniziò a sanguinare internamente.
Ciò nonostante, si dice che Edwards chiese al collaboratore di Matt Busby Jimmy Murphy: «A che ora inizia la partita contro i Wolves, Jimmy? Non devo saltare quell'incontro», suscitando nei presenti ammirazione.
Ma a circa due settimane dall'incidente Edwards dovette arrendersi e morì il 21 febbraio 1958 per insufficienza renale acuta.
Venne sepolto al cimitero di Dudley cinque giorni più tardi accanto alla sorella Carol Anne.
Durante la cerimonia funebre più di 5 000 persone affollarono le strade di Manchester.
La tomba, tutt'oggi visitata regolarmente dai tifosi, ha un'iscrizione che recita:
(Iscrizione sulla tomba di Edwards)

## Omaggi postumi
Duncan Edwards è stato ed è tuttora celebrato in svariati modi nella sua città natale.
Nel 1961 Matt Busby inaugurò nella chiesa di St. Francis, nei pressi del Priory Estate, una vetrata dipinta che lo raffigurava.
Nel 1999 la madre Sarah Anne e Bobby Charlton gli dedicarono una statua posta nel centro della città.
Qualche anno prima (1993) un vicolo cieco in una zona di case popolari, vicino al cimitero in cui il calciatore è sepolto, era stato denominato Duncan Edwards close; analogamente, la tangenziale sud di Dudley dal 2008 si chiama la Duncan Edwards Way.
Un altro luogo della gioventù del calciatore, il pub The Wren's Nest, dal 2001 al 2006 circa (anno di chiusura) ha assunto il nome di The Duncan Edwards, prima di essere distrutto nel maggio dello stesso anno dai piromani.
Sempre nel 2006 il Priory Park è stato dotato di diverse attrezzature ludiche dal valore complessivo di 100 000 sterline per ricordare l'ambiente nel quale Edwards da bambino trascorreva le giornate.
I contemporanei hanno più volte espresso la loro ammirazione per il talento del calciatore britannico.
Per Bobby Charlton era «l'unico giocatore che lo ha fatto sentire inferiore», e la sua morte è stata «la più grave tragedia della storia del Manchester United e dell'intero calcio inglese».
Secondo Terry Venables, allenatore della nazionale inglese agli Europei del 1996, se Edwards avesse continuato a giocare, sarebbe arrivato ad alzare la Coppa del Mondo da capitano ai Mondiali del 1966 al posto di Bobby Moore.
Significative infine le parole di Tommy Docherty: «Non ho alcun dubbio nella mia mente che Duncan sarebbe diventato il più grande calciatore di sempre.
Non solo il numero uno del calcio britannico, ma di tutto il mondo.
George Best è stato qualcosa di speciale, come del resto Pelé e Diego Armando Maradona, ma a mio avviso Duncan era superiore per la sua completezza».
Edwards è presente nella Hall of Fame del calcio inglese sin dalla sua inaugurazione, datata 2002.